# 天妃顯聖錄
《天妃顯聖錄》是關於媽祖信仰的重要書籍，其中記錄媽祖自宋代以來的歷朝封誥，以及相關的傳說神蹟。該書大體內容約於明末成書與出版，並於清初有增補刪減部分內容。該書原底本《顯聖錄》之作者不明，而首位編撰者為明人林堯俞。後由僧人照乘進行出版。

## 編撰者與出版
依照明人林堯俞之序文，在《天妃顯聖錄》成書之前已經有《顯聖錄》一書，但內容多闕略，因此令林堯俞開始對其進行增刪修訂，遂成該書初稿。
林堯俞為莆田人，萬曆十七年進士，天啟三年任禮部尚書，但於天啟五年時，受魏忠賢等人攻擊，去職還鄉。而根據其於《天妃顯聖錄》之序文，林堯俞乃於歸返故鄉時因閱讀到《顯聖錄》一書，得知天妃英靈昭著，功著百世，進而希望將天妃納入國家祀典之中。並由於《顯聖錄》內容多闕略，於是希望能對其進行增刪修訂與出版。而現今《天妃顯聖錄》中〈歷朝顯聖褒封〉與〈歷朝褒封致祭詔誥〉明朝及以前的內容，應該即是林堯俞利用其為禮部尚書身分之方便，自朝廷官方檔案中抄錄而出的。至於其序文完成時間，學者從其文中希望將天妃信仰推動納入國家祀典這點，推測應為林堯俞剛任禮部尚書後，回鄉祭祖時所寫。
依照現存《天妃顯聖錄》之記載，該書由臨濟宗僧人照乘進行首次出版，而其徒弟普日與徒孫通峻則分別重修改版過該書。至於照乘獲得《天妃顯聖錄》稿本的原因，依照明末抗清者林蘭友之序文，學者推測應是林堯俞將稿本交付給照乘，希望其能夠更加完備該書並出版之。
而《天妃顯聖錄》的出版過程，依據學者考證，由於林堯俞過世以及明末清初的戰亂，令照乘要到大約康熙15、16年間，方能請丘(邱)人龍進行編輯與出版。後於鄭克塽降清，大約康熙23年左右，照乘徒弟普日進行改版，增加清朝後天妃展現出的神蹟，並刪去抗清復明者林嵋、林蘭友與丘人龍三人之序文。而於雍正年間照乘徒孫通峻再次改版《天妃顯聖錄》，除增收藍廷珍之〈題請匾額奏摺〉外，並可能為了平衡施琅平臺功績，而增加七則與姚啟聖相關之神蹟，惟此七則傳說皆有文無目，未在目次中收有這七則傳說。

## 版本
現存《天妃顯聖錄》之版本，一為典藏於國立臺灣圖書館，於日治時期由總督府臺灣博物館採購之版本，簡稱臺圖本。其中所收傳說最晚為雍正四年之事，學者推測為雍正時期出版之刊本。而臺圖本文圖兼備，且可觀察出幾次增刪改版的痕跡。
一為民國49年臺灣銀行經濟研究室依據臺圖本重新排版鉛印之版本，簡稱臺銀本。臺銀本未附有圖片，且將原先有文無目之七則傳說，皆增列目錄。故難以觀察出天妃顯聖錄》幾次增刪改版的痕跡。

## 序文
現存《天妃顯聖錄》中僅存有三篇序文，分別為林堯俞、黃起有與林麟焻所作之序文。但根據學者考證，《天妃顯聖錄》實際尚有另外四篇序文存在。其中一篇序文作者為林有勝，學者推測為雍正年間《天妃顯聖錄》編輯者，而現存《天妃顯聖錄》不存之原因不明。另外三篇被刪去之序文，其作者分別為林蘭友、林嵋與丘人龍。而這三篇序文之所以不存於現今所存之《天妃顯聖錄》，應是由於這三人皆曾從事反清復明之行動，故在康熙23年左右，照乘徒弟普日進行改版時，為了避免惹上反清之罪名，因而將這三人所作之序文，從《天妃顯聖錄》中刪去。而光緒年間楊浚輯之《湄洲嶼志略》收錄有此被刪去之四篇序文。

### 林堯俞之序文
本序文應為林堯俞於天啟三年初任禮部尚書後，返鄉祭祖時所作。文中提及因閱覽《天妃顯聖錄》之原底本《顯聖錄》，進而生出希望將天妃納入祀典與重修刪訂《天妃顯聖錄》之想法。文末署名為「賜進士第榮祿大夫太子太保禮部尚書兼翰林院學士裔姪孫堯俞薰沐拜題」。

### 黃起有之序文
本序文提及「茲僧照乘刻而傳之」，因此應是在即將初次出版時所作之。而文末署官銜冠「前」字，亦可知是在清朝時所作之。文末署名為「前賜進士第通議大夫禮部左侍郎兼翰林院侍讀學士黃起有薰沐題」。

### 林麟焻之序文
本序文為《天妃顯聖錄》第二次增修時所作，是林麟焻任副使出使琉球歸來後所作。文末署名為「賜進士出身戶部江南清吏司主事前內閣撰文中書舍人加一級辛酉順天同考試官奉命冊封琉球賜蟒玉加正一品族孫麟焻盥沐拜識」。

### 林蘭友之序文
林蘭友為追隨明末魯王之抗清者，故當魯王前往福建時，令其得以接觸湄洲天妃宮。而從序文看來，其先因閱覽《天妃世譜》而心生信仰，並有將天妃歷歷神蹟編撰成集之意，於是拜訪湄洲天妃宮住持照乘，希望其能夠進行編撰。後則得知照乘「昔大宗伯林公手授一篇」，則大宗伯為禮部尚書之雅稱，可見林堯俞確實有將《天妃顯聖錄》之稿本，交由照乘繼續編撰與出版。文末署名為「賜進士第河南監察御史巡按江西等處裔孫蘭友識」。惟林蘭友崇禎四年時任「南京吏部考功司員外郎」，而南明隆武帝時先任「太僕寺少卿山西道監察御史兼巡按督學江西」，後任「兵部尚書右副都御史總理撫討軍務糧餉督師漳泉」，故有學者認為「河南監察御史巡按江西等處」為永曆帝所任命。但也有學者認為可能誤植所致。

### 林嵋之序文
本序文應作於林嵋在唐王任官所作。而文內有提及明末杜三策出使琉球時，其幕僚胡靖所一同經歷之天妃神績。文末署名為「賜進士第奉直大夫禮部精膳司員外郎特簡吏科給事中族孫嵋薰沐拜識」。

### 丘人龍之序文
本序文提及於播遷後，即康熙年間下遷界令後，照乘自湄洲前來請丘人龍作序編輯之事，故學者推測為康熙15-19年間時發生。而丘人龍身分不明，但從照乘不辭老邁之軀，鄭重來請丘人龍作序編輯看來，其身分應不一般。而學者推測其可能是林蘭友的子姪輩。文末署名為「朝陽丘人龍盥沐百拜謹識」。

### 林有勝之序文
本序文亦不存於現今之《天妃顯聖錄》中，刪去原因不明，或許與作者身分不高有關。

## 內容
《天妃顯聖錄》主要內容為天妃身世、歷朝封誥之紀錄與檔案以及天妃相關之神蹟。以下就國圖本則略為簡介內容。
- 書題：《天妃顯聖錄》。於國圖本中，林堯俞之序文後有《天后歷朝顯聖錄》，學者推測為清朝修訂時，可能要使用之書題，因而留於國圖本中。臺銀本中已刪除[13]。
- 湄洲勝境圖：國圖本收有，臺銀本刪除。
- 序文：現存三篇序文。
- 敕封護國庇民昭孝純正孚濟妙靈昭應弘仁普濟天妃顯聖錄目次：目次首行署名「住持僧照乘發心刊布」後二行合署「徒普日，徒孫通浚，薰沐重脩」。
- 〈歷朝褒封致祭詔誥〉
  - 〈歷朝顯聖褒封共二十四命〉
  - 〈歷朝褒封致祭詔誥〉
- 〈天妃降誕本傳〉：林堯俞撰寫本傳時，將天妃納入莆田九牧林氏的譜系，而較早的文獻並未記錄天妃確實的家譜為何[26]。
- 神蹟傳說
  - 前十六則神蹟為天妃生前神蹟：〈窺井得符〉、〈機上救親〉、〈化草渡商〉、〈菜甲天成〉、〈掛席泛槎〉、〈鐵馬渡江〉、〈禱雨濟民〉、〈降伏二神〉、〈龍王來朝〉、〈收服晏公〉、〈靈符回生〉、〈收高里鬼〉、〈奉旨鎖龍〉、〈斷橋觀風〉、〈收服嘉應嘉祐〉、〈湄山飛升〉。
  - 生後神蹟：〈顯夢闢地〉、〈禱神起椗〉、〈枯槎顯聖〉、〈朱衣著靈〉、〈聖泉救疫〉、〈托夢建廟〉、〈溫合(臺)剿寇〉、〈救旱進爵〉、〈甌閩救潦〉、〈平大奚寇〉、〈一家榮封〉、〈紫金山助戰〉、〈助擒周六四〉、〈錢塘助隄〉、〈拯興泉饑〉、〈火燒陳長五〉、〈怒濤濟溺〉、〈神助漕運〉、〈擁浪濟舟〉、〈藥救呂德〉、〈廣州救太監鄭和〉、〈舊港戮寇〉、〈夢示辰指揮全勝〉、〈助戰破蠻〉、〈東海護內使張源〉、〈琉球救太監柴山〉、〈庇楊洪出使八國〉。
- 「天妃功德崇隆，威靈煊赫，累代褒封，榮典綸音洊錫，自古神明顯著未有如」：此段文字學者推測為二、三版間，抽換條文所遺留之文字[27]。
- 後又四則傳說：〈師泉井記〉、〈燈光引護舟人〉、〈澎湖神助得捷〉、〈琉球陰護冊使〉。此為康熙二十一至二十三年間事，應為二次增補修訂結果[27]。
- 有文無目七則傳說：：〈托夢除奸〉、〈妝樓謝過〉、〈清朝助順加封〉、〈起蓋鐘鼓樓及山門〉、〈大闢宮殿〉、〈托夢護舟〉、〈湧泉給師〉。此應為第三次增補修訂之結果。現今臺銀本則將其皆加上目次[28]。